# Seid (skib, 1882)
Den svenske torpedobåd Seid blev søsat i 1882 og gjorde tjeneste i den svenske marine fra december samme år. I 1887 skiftede den navn til Blixt og fra 1907 fungerede den som patruljebåd uden torpedoer. Under forskellige navne gjorde den tjeneste indtil 1926.

## Baggrund og design
Seid blev bygget af det engelske værft Thornycroft ved Themsen vest for London. I dimensioner og konstruktion mindede den meget om den danske Torpedobaad Nr. 6, bygget på samme værft i 1881, og ligesom denne havde den to torpedoapparater i stævnen. Seid blev søsat i november 1882 og afleveret til den svenske flåde den følgende måned, og den foretog turen til Sverige for egen kraft. Tidligt i karrieren blev den forsynet med en 25 mm dobbeltløbet mitrailleuse fra Nordenfeldt ("kulspruta" M/84). Maskineriet var en tocylindret Woolf to-gangs dampmaskine ("compound") på 360 indikerede hestekræfter.

## Tjeneste
Seid skiftede i 1887 navn til Blixt, fordi Norge og Sverige, der var i personalunion, havde besluttet at dele alfabetet imellem sig, hvad torpedobåde angik, så Sverige fik "A"-"N" og Norge resten. Ved navneskiftet i 1887 fik båden også et nummer, 63. I 1907 ophørte tjenesten som torpedobåd, idet stævnapparaterne blev fjernet, og mitrailleusen blev udskiftet med en 37 mm kanon M/98B. Herefter fungerede den som patruljebåd ("bevakningsbåt") med betegnelsen B 7. I 1910 skiftede den betegnelse igen, til Vedettbåten n:r 7 (V 7). Blev i 1919 overført til Kystartilleriet og var her tilknyttet Vaxholms fæstning indtil udrangeringen i 1926.